# 朝倉景盛
朝仓景盛（あさくら かげもり，?-?），戰國時代武將。朝倉氏一門眾。出雲守。

## 生平
朝倉景盛乃是朝倉景尚之子，在永祿10年（1567年）10月將軍足利義昭從敦賀移往一乘谷城時，朝倉景盛曾隨主君朝倉義景一同出迎，並在永祿11年（1568年）時協助足利義昭進行遷移。
元龜元年（1570年）4月，織田信長大舉進攻越前，一舉拿下了手筒山城、金崎城後，朝倉義景派朝倉景盛率領千餘人聯合淺井長政，進軍柳瀨
後在元龜3年（1572年）的虎御前山之戰中，朝倉景盛跟竹內三助、上村內藏助也趁著風雨，冒險潛至織田軍的陣地，燒毀陣屋七百多間人。
天正元年（1573年）的一乘谷之戰後，主君朝倉義景被朝倉景鏡逼迫自盡，越前變成了信長的領地，朝倉景盛跟朝倉景綱、朝倉景健、朝倉景鏡一同投降織田家，此後下落不詳。